# Фраат III
Фраат III е владетел на Партия от династията на Арсакидите. Управлява в периода около 70 – 57 г. пр.н.е.

## Живот
Син и наследник на Санатрук.
Фраат III става съюзник на римляните срещу неговия съперник царя на Армения Тигран II. След поражението на арменците, Фраат III напълно окупира Месопотамия и се опитва да постави своя племенник на арменския престол. В отговор римският генерал Помпей Велики взема страната на призналия се за римски васал Тигран, отказва да признае на Фраат титлата „Цар на царете“, и окупира васалните на партския цар държавици Осроена и Кордуена.
Фраат III е убит от двамата си сина Ород II и Митридат III, между които започва борба за трона.